# Dysaphis pimpinellae
Dysaphis pimpinellae är en insektsart. Dysaphis pimpinellae ingår i släktet Dysaphis och familjen långrörsbladlöss. Inga underarter finns listade i Catalogue of Life.